# 長崎県美術館
長崎県美術館（ながさきけんびじゅつかん）は、長崎県長崎市にある、公益財団法人長崎ミュージアム振興財団（長崎県指定管理者）が運営する美術館。外交官須磨弥吉郎の寄贈したコレクションを基礎にしたスペイン美術、長崎ゆかりの美術の収蔵が特徴。

## 所在地・交通機関
- 所在地　長崎県長崎市出島町2番1号
- 最寄の交通機関　JR長崎本線長崎駅→長崎電気軌道「出島」電停下車徒歩3分
- その他の交通機関 長崎バス「新地中華街」バス停（2022年10月1日「長崎新地ターミナル」から停留所名称変更[1]）または「メディカルセンター」バス停下車徒歩3～5分程度、もしくは長崎電気軌道「メディカルセンター」電停または「大浦海岸通り」電停下車

## 沿革・特徴

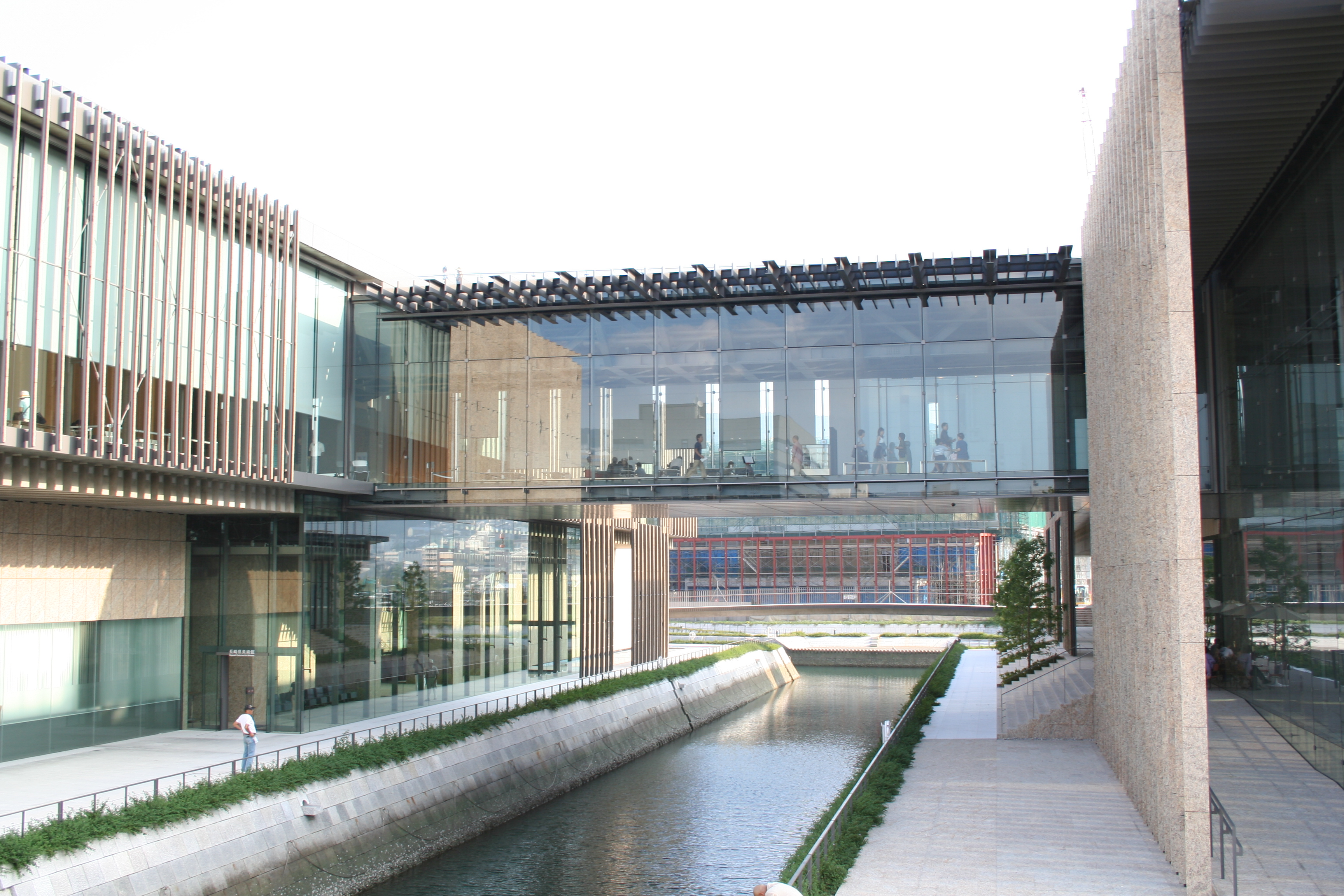
長崎県美術館（建物中央部の渡り廊下を望む）

1965年、美術館と博物館の機能を併せ持つ施設として開館した長崎県立美術博物館（以下「旧美博」と記）がその前身。2002年に旧美博は閉館、2005年4月23日、旧美博の美術館機能と、スペイン美術・長崎ゆかりの近代美術の収蔵品を引き継ぐ形で、長崎水辺の森公園に隣接した場所に開館した。所蔵作品数は、2012年3月現在約6,000点。建物は水路を挟んだ2つの建物から構成され、2階渡り廊下によって内部が繋がっている。設計は日本設計と建築家の隈研吾が手がけた。
グッドデザイン賞やイタリアのマーブルアーキテクチュラルアワードのほか建築業協会賞、日本建築家協会賞、日本建築学会作品選奨など多数受賞しており、国内外から高い評価を得ている。隔週末（第2・4日曜日。ながさき音楽祭などのイベントが行われるときはこの限りではない）の夕方と夜には、エントランスロビーにて活水女子大学音楽学部と長崎大学教育学部の学生・教員・卒業生らによるイブニングライブも行われている。

### スペイン美術「須磨コレクション」について
第二次世界大戦中、外交官だった須磨弥吉郎が特命全権公使としてスペインに駐在した際、スペイン国内で収集した数々の美術品のコレクションのことである。1970年、須磨本人が死没する直前に長崎県立美術博物館に寄贈された。

### 歴代館長
- 初代　伊東順二（美術評論家） （2005年4月23日~2007年3月31日）
- 第2代　米田耕司　（2007年4月1日~）

## 主な収蔵品

### 長崎ゆかりの美術
- 荒木十畝「早春」（1916-1922年頃）
- 彭城貞徳「和洋合奏之図」（1906年頃）
- 野口弥太郎「長崎の山々」（1964年）
- 北村西望「母子像」（1925年）
- 富永直樹「少年平和像（原爆子供記念碑）」（1949年）
- 舟越保武「原の城」（1971年）
- 鴨居玲「私の話を聞いてくれ」（1973年）
- 東松照明の作品群。写真集｢〈11時02分〉NAGASAKI｣収載作など。

### スペイン美術
- 作者不詳「聖ステパノ」（15世紀末）
- フアン・パントーハ・デ・ラ・クルス「フエンテス伯の肖像」（1596年-1600年頃）
- フアン・カレーニョ・デ・ミランダ「聖アンナ、聖ヨアヒム、洗礼者聖ヨハネのいる聖母子」（1646-55年頃）
- フランシスコ・デ・ゴヤ「理性の眠りは怪物を生む」（1798年）
- ルイス・デ・ラ・クルス・イ・リオス「フェルナンド7世の肖像」
- エウヘニオ・ルーカス・ベラスケス「貧者の聖体拝領」
- マリアノ・フォルトゥーニ「東洋の幻想」
- ジョアン・ミロ「絵画」（1936年）
- パブロ・ピカソ「鳩のある静物」（1941年）
- サルバドール・ダリ「海の皮膚を引き上げるヘラクレスがクピドをめざめさせようとするヴィーナスにもう少し待って欲しいと頼む」（1963年）
- アントニ・タピエス「茶の上の黄土」（1964年）
- アントニオ・ロペス・ガルシア「フランシスコ・カレテロ」（1961-87年）
- サルバドール・ダリ「ガラのニュートン」（1985年）

※「ガラのニュートン」は美術館塔入り口付近の屋外にモニュメントとして展示されている。
- エドゥアルド・ナランホ「自画像「私は七月に犬の頭蓋骨を描いている」」（1985-91年）